# Фишер, Михаил Михайлович
Михаи́л Миха́йлович Фи́шер  (1836—1916) — русский предприниматель немецкого происхождения.

## Биография
Михаил Фишер родился в Тагендорфе (Бавария). Учился в Мюнхене, в Россию приехал в начале 60‑х годов XIX века и обосновался в Смоленске, позднее переехал в Калугу.
В 1881 году он становится компаньоном Карла Биттнера, владевшего пивоваренным заводом на улице Сальной (ныне это улица Труда). В следующем году Фишер стал владельцем этого завода и жителем Калуги. В 1884 году он принял российское подданство и был записан в купцы II гильдии.
Бизнес быстро увеличивался. В 1896 году Фишеру принадлежали кроме пивоваренного завода завод искусственных минеральных вод и мыловаренный завод на улице Пятницкой, жилые дома на улице Сальной, двухэтажный кирпичный дом на Благовещенской, жилой дом со складом и лавками на Воробьёвке, Сальной и Облупской, а также лавка в Малоярославце.
Рабочих на заводе в то время было 40 человек, а годовой оборот его был 77 470 рублей.
У Фишера было трое сыновей — Николай, Александр и Владимир. В 1906—1909 годах Фишер вместе с сыном Владимиром был избран гласным городской Думы. А в 1911 году за крупный размер пожертвований в деле увековечивания памяти о войне 1812 года он становится личным Почётным гражданином Калуги.
К 1914 году практически все пивные заведения в Калуге и ближайших населённых пунктах принадлежали семейству Фишер.
С началом Первой мировой войны производство пива прекратилось, а в Калуге начались гонения на немцев. Брата Михаила Александра Фишера выслали в Чистополь, а самого 79-летнего пивовара признали виновным в пособничестве немецким военным шпионам и сослали в Казань.
Михаил Михайлович Фишер ушёл из жизни 1 октября 1916 года. Захоронен в фамильном некрополе Пятницкого кладбища (Калуга).
После Октябрьской революции 1917 года по постановлению губсовнархоза принято постановление об использовании завода Фишера для производства мыла и глицерина.
В 1942 году, после освобоюдения Калуги от немецкой оккупации, предприятие возобновило изготовление пива и впоследствии получило название Калужского завода безалкогольных напитков и фруктовых вод.